# Максим (Ксидас)
Митрополит Максим (греч. Μητροπολίτης Μάξιμος в миру Георгиос Ксидас греч. Γεώργιος Ξύδας; 1942, Бююкада, Стамбул — 5 марта 2003, Сере) — епископ Элладской православной церкви; митрополит Серрейский и Нигритский (1984—2003).

## Биография
Родился в 1942 году на Големии, на Принцевых островах, в Турции. Обучался в Великой школе нации в Стамбуле.
В 1964 году окончил Халкинскую богословскую школу и продолжил обучение в Боннском университете.
В 1964 году митрополитом Германским Полиевктом (Финфинисом) был хиротонисан во диакона, а в сентябре 1967 года — во пресвитера с возведением в достоинство архимандрита.
В 1972 году стал военным священником и служил в Пирее. С 1974 года стал секретарём архиепископа Афинского Серафима, а позднее протосинкеллом Афинской архиепископии.
2 мая 1984 года избран митрополитом Серрейским и Нигритским. 3 мая 1984 года состоялась его архиерейская хиротония. 3 июня 1984 года была совершена интронизация.
Скончался 5 марта 2003 года. Погребён в старом кафедральном соборе свв. Феодора Тирона и Феодора Стратилата в Серре. Его имя носит одна из улиц города.